# Richard Neville, 5:e earl av Salisbury
Richard Neville, 5:e earl av Salisbury, född 1400, död (avrättad) 31 december 1460, var en yorkisk ledare under början av Rosornas krig.
Han var son till Ralph Neville, 1:e earl av Westmorland, i dennes andra äktenskap med Joan Beaufort, en dotter till Johan av Gent. Trots att han var en yngre son lyckades han gifta sig med Alice Montagu, grevinna av Salisbury, troligen på grund av hans kungliga härkomst på moderns sida. 
Han halshöggs efter slaget vid Wakefield.
Bland Salisburys barn fanns Richard Neville, 16:e earl av Warwick, John Neville, markis av Montagu, och Alainor Neville (även stavat Eleanor Neville), som gifte sig med Thomas Stanley.